# کارولین مولر
کارولین مولر (انگلیسی: Caroline Møller؛ زادهٔ ۱۹ دسامبر ۱۹۹۸) بازیکن فوتبال اهل دانمارک است.
از باشگاه‌هایی که در آن بازی کرده‌است می‌توان به باشگاه فوتبال زنان اینتر میلان اشاره کرد.
وی همچنین در تیم‌های ملی فوتبال Denmark women's national under-16 football team, Denmark women's national under-19 football team, Denmark women's national under-23 football team، و زنان دانمارک بازی کرده‌است.